# Robert Arias
Robert Arias Sánchez (El Roble de Heredia, 18 marzo 1980) è un ex calciatore costaricano, di ruolo difensore.